# 永光 (南朝宋)
永光（えいこう）は、南北朝時代、南朝宋の前廃帝劉子業の治世に行われた最初の元号。465年。

## 出来事
- 元年8月：景和と改元された。

## 西暦・干支との対照表
| 永光 | 元年  |
| 西暦 | 465年 |
| 干支 | 乙巳  |

## 北朝の年号
- 北魏 - 和平6